# Microstrobos
Microstrobos es un género de plantas perteneciente a la familia Podocarpaceae. 

## Etimología
El nombre del género viene del griego (mikros que significa "pequeño" y strobos "cono"). Tiene dos especies de arbustos.

## Sinonimia
- Pherosphaera Hook.. Está relacionado con Microcachrys y Dacrydium.

## Especies
- Microstrobos fitzgeraldii - dwarf mountain pine
- Microstrobos niphophilus - Tasman dwarf pine